# سیاست در سوئیس
سوئیس به عنوان یک کشور فدرال شامل سه سطح سیاسی است:کنفدراسیون سوئیس، کانتون‌ها یا استان‌ها، کامون‌ ها (یا تقسیمات منطقه‌ای داخل استان‌ها). ۲۶ دولت محلی بخشی از حاکمیت‌شان را به دولت فدرال تفویض می‌کنند. دموکراسی در سوئیس با المان‌هایی که در ادامه ذکر می‌شود هویت خود را پیدا می‌کند: یک دموکراسی نیمه مستقیم، اهمیت حقوق شهروندی، حقوق سیاسی و پایه‌ای و بی‌طرفی در سیاست خارجی. و سیاست داخلی
، به تقسیم قدرت احترام گذاشته می‌شود، که این امر پاسخگوی ضرورت توافق گروهی با توجه به تفاوت‌های فرهنگی و مذهبی در کشور می‌باشد، و این مورد به وسیله نمایندگی متعادل(فرهنگ‌های مختلف) در داخل نهادها و موسسات عمومی محقق می‌شود.
در کشوری که جوامع مختلف فرهنگی و زبانی همزیستی دارند، سیستم سیاسی یکی از معدود محصولات مشترک فرهنگی سوئیس می‌باشد که به وسیله قانون اساسی سال ۱۸۴۸ کنفدراسیون سوئیس تثبیت شده‌است.

## اصول
کشور سوئیس در طی زمان و از میان شبکه‌هایی از اتحادها و پیمانها، که در ابتدا هدف دفاع مشترک و امنیت داخلی را دنبال می‌کردند، شکل گرفت. این توافقات هر چه بیشتر و بیشتر کانتون‌های سوئیس را به هم پیوند داد و دامنه‌های مختلف را دربر گرفت. بر اساس اصل «یکی برای همه، همه برای یکی» که شعار سنتی سوئیس (فارغ از ساختار رسمی) می‌باشد، کانتون‌ها شروع به بستن توافقات مشترک با قدرت‌های اروپایی کردند (به عنوان مثال پیمان روابط دوستانه با فرانسه در سال ۱۴۴۴، یا پیمان با واتیکان در اوایل قرن شانزدهم). با این حال، کانتون‌های مختلف کاملاً مستقل بودند و ارگان کشوری وجود نداشت. پذیرش یک سیستم فدرال در سال ۱۸۴۷ توسط تمامی کانتون‌های سوئیس (سوئیس در ابتدا یک کنفدراسیون بود، پس از حمله نظامی و یک دوران از تنش‌های تحمیلی به وسیله فرانسه، یک جمهوری واحد بر اساس مدل ژاکوبن پایه‌گذاری شد) تولد سوئیس مدرن را در این تاریخ درج کرد.
دولت فدرال یا قدرت اجرایی، به‌طور مشخص (تا سال ۱۹۸۲) از کانتون‌ها و جریانات رادیکال (طرفدار اصلاحات اساسی) که نه تنها تغییرات عمیق را در سوئیس پایه‌گذاری کردند، بلکه پایه‌گذار واقعی سیاست در سوئیس نیز بودند، تشکیل شده بود. ایده‌های آن‌ها بر روی دو موضوع تمرکز داشت که اولی نزدیک شدن به سیستم ضد دیکتاتوری بود: یک سیستم سیاسی لیبرال که از آزدای‌های فردی به اندازه آزادی‌های اقتصادی بهره می‌برد؛ و دومی یک سیستم مسئولیت مشترک که یکپارچگی تمام شهروندان را در بر می‌گیرد و شامل تمامی جریانات سیاسی و اجتماعی در داخل جامعه می‌شود. این دو اصل یکی از بنیان‌های اصلی و مهم سوئیس را که عامل تثبیت همزیستی مسالمت آمیز داخلی می‌باشد را پایه‌گذاری می‌کنند.

### بی‌طرفی

#### ویژگی‌های بی‌طرفی
بی‌طرفی دائمی سوئیس، یکی از المان‌های اساسی و مهم سیاست خارجی این کشور است که در بین سال‌های ۱۹۹۳ تا ۲۰۰۸، مورد حمایت ۸۰ تا ۹۰ درصد شهروندانش بوده‌است.
اگر چه بی‌طرفی سوئیس یک شکل اسطوره‌ای پیدا کرده، با این حال این بی‌طرفی ته تنها یک اصل اخلاقی که به عنوان بهترین راه دستیابی به اهدافی چون استقلال و امنیت کشور محسوب می‌شود. اگر چه این اهداف به شکل مبسوط در قانون‌های اساسی مختلف بعد از ۱۸۴۸ ذکر شده. با این حال موضوع بی‌طرفی تنها به‌طور غیر مستقیم در وظایف و صلاحیت‌های مجلس فدرال ذکر شده‌است. در عمل، سیاست بی‌طرفی سوئیس به صورت آشکار و صریح تثبیت و مورد اشاره قرار نگرفته، بلکه در طول زمان بر اثر الزامات سیاست بین‌المللی تکامل یافته‌است. با این حال می‌توان سه ویژگی زیر را استخراج کرد، بی‌طرفی سوئیس شامل کاراکترهای زیر می‌باشد:
دائمی و پایدار، بدین معنی که آغازکننده و گسترش دهنده هیچ جنگی نیست
انتخاب آزادانه یا تصمیم‌گیری آزادانه، به این دلیل که الزام و وجودش در قانون اساسی فدرال سوئیس ذکر شده ارتش، به این دلیل که سوئیس یک ارتش دفاع ملی در اختیار دارد

#### تاریخ بی‌طرفی
سوئیس از ابتدای پایه گذاریش بی‌طرف نبوده: سرزمین‌های مربوط به سوئیس مرکزی به خانواده هابسبورگ تعلق داشه که استقلال کنفدراسیون نیاز به بدست آوردن میدان مبارزه داشته‌است، به عنوان مثال در زمان جنگ مرگرتان. تا قرن شانزدهم، کانتون‌های مختلف، گروه‌ها و دسته‌های مختلف با تنش‌های بسیار بودند، مثل جنگ بورگین که پیروزی‌های سوئیسی‌ها هم‌زمان با زوال دولت بورگویونن تثبیت شد، و جنگ‌های ایتالیا، جایی که شکست آن‌ها از مارینیان خط پایانی بر سیاست کشور گشایی سوئیسی‌ها گذاشت، موردی که در گرایش به سمت بی‌طرفی در قرن شانزدهم تعیین‌کننده بود، به همراه اولین بیانیه رسمی مجلس فدرال در ۱۹۷۴ در این مورد. جنگ سی ساله که اروپای مرکزی را ویران کرد، یک شکست بزرگ برای سوئیس به همراه داشت، کشوری که در آن فرم‌های مختلف مسیحیت در آن همزیستی دارند (اکثراً پروتستان و کاتولیک). اما با این حال با شعله‌ور شدن جنگ، سوئیس فاصله خودش را با فعالیت‌های نظامی حفظ کرد. پس از انقلاب فرانسه و امپراتوری اول، به دلیل مداخله ارتش فرانسه در سال ۱۷۹۸، مجبور به همراهی با آن شد. بعد از شکست ناپلئون در لاپزیگ در سال ۱۸۱۳ بود که سوئیس بی‌طرفی خودش رو رسماً اعلام کرد که به عنوان حق عمومی و بین‌المللی سوئیس در کنگره وین در سال ۱۸۱۵ توسط قدرت‌های اروپایی به رسمیت شناخته شد.
دلایل مختلف سیاسی داخلی و خارجی، سوئیس را به سمت پذیرش سیاست بی‌طرفی سوق داد. این واقعت که سوئیس کشور کوچکیست که توسط قدرت‌های اروپایی احاطه شده: سوئیس رو به سمت اجتناب از تبدیل شدن به صحنه منازعات نظامی سوق می‌داد. علی‌رغم جریان‌های مختلف مذهبی و تفاوت‌های زبانی و فرهنگی که در کشور وجود داشت، سوئیس به سمت اطمینان یافتن از یکپارچگی درونی رفت، همین‌طور در غیاب یک توافق فعال بر روی یک طرح ملی و با توجه به استقلال کانتون‌ها، سوئیس در تعادل قوای اروپایی سهیم شد.
بی‌طرفی با حفاظت از سطح بالای مبادلات اقتصادی در کشور، تأثیرات مهم اقتصادی را دربرداشت. این سیاست همچنین به سوئیس امکان عرضه ادارات موفقش را داد و همین‌طور ایفای یک نقش مهم به عنوان میانجی در منازعات بین‌المللی. به عنوان مثال پیمان لوزان که باعث تعیین مرزهای ترکیه مدرن شد، یا مشارکت سوئیس در نظارت بر پیمان متارکه جنگ دو کره در چارچوب کمیسیون نظارت ملل بی‌طرف از سال ۱۹۵۳. ، همین‌طور شرکت در مذاکرات بین دولت کلمبیا و شورشیان آن کشور، سوئیس همچنین به عنوان نماینده حافظ منافع آمریکا در کوبا (و بر عکس) و ایران عمل می‌کند.

### فدرالیسم

#### کلیات
فدرالیسم در واقع نمایشی از تقسیم عمودی قدرت است. اهداف تعیین شده به این شرح اند: اجتناب از تمرکز قدرت در یک ارگان یا ساختار قدرت که میانه‌روی قدرت مرکزی را به همراه دارد و همین‌طور کاهش وزن وظایف و مسئولیت‌های دولت مرکزی دومین هدف مورد نظر است.
در سوئیس فدرالیسم پیش از هر چیز استقلال کانتون‌ها (استانها) در مقابل دولت مرکزی را به نمایش می‌گذارد.

#### اصول واگذاری قدرت و تناسب در فدرالیسم سوئیس
قدرت دولت فدرال سوئیس به وسیله اصول واگذاری قدرت (آرتیکل پنجم از قانون اساسی کنفدراسیون سوئیس) و اصول تناسب محدود شده.
اصول واگذاری قدرت به این معنی که یک ارگان فدرال در هر سطحی حق مداخله کردن در امور ارگان‌های استانی (یا ارگان‌های در سلسله مراتب پایینتر) را ندارد، مگر زمانی که ارگان‌های استانی یا سلسله مراتب پایینتر توانایی واکنش در مورد یک موضوع را نداشته باشند.
اصول تناسب که در واقع سه معیار کلی را برای دستیابی به یک هدف پیشنهاد مکند:
- مناسب بودن: راه کار به کارگرفته شده باید متناسب با ذات هدف مورد نظر باشد
- ضرورت: راهکار به کار گرفته شده باید حتماً ضروری باشد یعنی این راهکار باید حداکثر انعطاف و لطافت را در عین ضرورت دارا باشد
- مقبولیت: ریسک و مخاطرات راهکار به کار گرفته شده باید حداقل بوده و در قیاس با هدف مورد نظر قابل قبول یا منطقی باشد.

#### ویژگی فدرالیسم سوئیس
فدرالیسم سوئیس مبتنی بر سه سطح است:
- کنفدراسیون
- کانتون‌ها یا استان‌ها
- کامون‌ها یا تقسیمات داخلی هر استان و شهر

##### رابطه بین کنفدراسیون و کانتون‌ها
کلیه مسئولیت‌ها و صلاحیت‌های کنفدراسیون در قانون اساسی فدرال فهرست شده درست برخلاف مسئولیت‌ها و صلاحیت کانتون‌ها (در قانون اساسی سوئیس از صلاحیت کانتون‌ها به منظور افزایش اختیارات آنها، سخنی به میان نیامده است). به این معنی که کانتون‌ها دارای کلیه مسئولیت‌ها و صلاحیت‌هایی هستند که در قانون اساسی فدرال به کنفدراسیون اعطا نشده. آرتیکل شماره سه در قانون اساسی فدرال به نفع کانتون‌ها قرار داده شده: «کانتون‌ها {....} می‌توانند کلیه اختیارت، مسئولیت‌ها و صلاحیت‌هایی که به کنفدراسیون منتقل نشده، به کار ببندد.» که در واقع تسهیم کامل صلاحیت‌ها را تضمین کرده.

##### استقلال کانتون‌ها
سوئیس از ۲۶ کانتون تشکیل شده که در کلیه زمینه‌ها که توسط قانون اساسی فدرال محدود نشده مستقل هستند. به خصوص هر کانتون استقلال داشتن قانون اساسی استانی را دارد و هر کدام از آن‌ها قانون اساسی، سازمان‌ها و تشکیلات اداری مختص خودشان را دارند، از جمله: دولت، مجلس، سیستم قضایی و مالیاتی محلی. با این حال، وضع قوانین ضد دموکراسی در قانون اساسی هر کانتون یا قوانین عادی آن ممنوع شده‌است، بدین معنی که هر قانونی باید توسط مردم پذیرفته شود و باید امکان اصلاح آن در صورت درخواست بدنه رأی دهنده (الکترال) وجود داشته باشد. کانتون‌ها مستقل از دولت فدرال در تعداد مشخصی از زمینه‌ها صلاحیت اداره اموری که در ادامه ذکر خواهد شد را دارند: آموزش (به جز دانشگاه‌های فدرال)، بیمارستان‌ها (به جز بیمارستان‌های خصوصی و کامون)، بهره‌برداری و نگهداری اکثر راه‌ها (به جز بزرگراه‌ها و دیگر راه‌های ملی)، یا کنترل مالیات مستقیم. هر کانتون صاحب یک مجلس محلی که در کانتون‌های فرانسوی زبان گرااند کنس إی نامیده می‌شود، یک دولت محلی که در بیشتر کانتون‌ها کنس إی د- إتا نامیده می‌شود و همین‌طور دادگاه‌های محلی است.
کانتون‌ها برای حفظ منافع مشترک خودشان گروه‌بندی‌ها و مناطق مختلف به خصوص مناطق اقتصادی مشترک را شکل می‌دهند (مثل مناطق میتلاند یا بژن…). ولی این مناطق واحدهای سیاسی محسوب نمی‌شوند. کانتون‌ها همچنین می‌توانند کنوانسیون‌های بین کانتونی را بین خودشان نهایی کنند که به آن‌ها اجازه تأسیس سازمان‌ها و نهادهای مشترک را می‌دهد.

##### استقلال کامون‌ها
کانتون‌ها خودشان هم زیر تقسیماتی به نام کامون دارند که صلاحیت‌ها و اختیارات آن‌ها بر اساس قانون اساسی‌های داخل هر کانتون تعریف شده و از کانتونی به کانتون دیگر متفاوت است. با این حال می‌توان سه معیار یا حق کلی و محدود شده را استخراج کرد.
- مسئولیت امور محلی در چهارچوب حقوق فدرال و حقوق کانتون
- زمینه‌ای که به‌طور کامل یا حداقل بخشی از آن در صلاحیت دادگاه‌های کومون است.
- در جایی که یک کانتون آزادی تصمیم‌گیری زیادی رو به کامون‌ها اعطا کرده باشه.

با این حال کانتون‌ها فعالیت‌های کامون‌ها را با معیارهای مختلف می‌سنجند و تحت نظر دارند، از جمله:
- بررسی میزان موفقیت و تکمیل امور و وظایف کامون‌ها
- هماهنگی بین کامون‌ها
- بررسی کارایی معیارهای مورد استفاده کامون‌ها

کامون‌ها همچنین می‌توانند دست درازی به استقلالشان توسط کانتون‌ها را با ارسال شکایت به دادگاه فدرال مورد سؤال قرار داده و رد کنند (آرتیکل ۱۸۹ از قانون اساسی فدرال)
تعداد ۲۵۵۱ کومون در سال ۲۰۱۱، کوچکترین واحد سیاسی کشور را نمایندگی کردند. برخی از کانتون‌ها دارای زیرتقسیماتی به نام «ناحیه» هستند که به‌طور کلی یک نقش مدیریتی را بدون استقلال خاصی در اختیار دارد.

### دموکراسی مستقیم
دموکراسی مستقیم، اجازه اعمال قدرت مستقیم را به مردم در مقابل دموکراسی نمایندگی می‌دهد. دموکراسی سوئیس شامل هر دوی آن‌ها می‌باشد، تحت مدلی به عنوان نیمه مستقیم: شهروندان نمایندگانشان را برای مجلس‌های مختلف (کامون، کانتون، فدرال) انتخاب می‌کنند و اما همین‌طور می‌توانند نظر خودشان را روی متن قانونی یا قانون اساسی مصوب این مجالس اعلام کنند (به وسیله همه‌پرسی‌های اجباری یا اختیاری)، یا اصلاحات در قانون اساسی یا قانونی عادی را در قالب «ابداعات عمومی» پیشنهاد کنند. این اجلاس مشورتی عمومی معمولاً چهار بار در سال در سطح فدرال و همیشه در طول یک آخر هفته (روزهای تعطیل هفته) برگزار می‌شود.
اولین شکل‌های دموکراسی مستقیم در سوئیس از قرن پانزدهم در شهرهای برن، لوتزرن، سولور و زوریخ برپا شد، جایی که مجالسی به نام ولکسان فرانگ یا تحقیق و تفحص ملی تشکیل می‌شد، گردهمایی شهروندان برای تصویب کردن تصمیمات مهم سیاسی.
درجه رضایت مردم سوئیس از این سیستم سیاسی، که به شهروندان اجازه می‌دهد تا وزنه تعادلی باشند و فشار اداری برای مراعات کردن حقوق عمومی بر نهادهای اجرایی و احزاب سیاسی، همیشه بسیار بالا و نزدیک به ۸۰٪ بوده‌است. با این حال این سیستم به همراه خودش کندی تغییرات سیاسی را به همراه دارد، مخصوصاً «تهدید همه‌پرسی» که می‌تواند تمام نهادها و ارگان‌ها را برای مخالفت با یک قانون تحریک کند.

### سیستم مطابقت
سیستم دولتی سوئیس بر روی «سیستم مطابقت» یا «دموکراسی متناسب» پایه‌گذاری شده‌است، این سیستم، ساختار سیاست ملی را با در نظر گرفتن چیدمان متناسب ارگان‌های ملی، با یکپارچگی نیروهای سیاسی، با فرونشاندن تنش‌ها و با جستجوی راه حل با مذاکره بر سر مسائل و مشکلات، هویت می‌بخشد. کارشناسان سیاسی این سیستم را عموماً با اثرات همه‌پرسی و ابداعات عمومی و سیستم کامل دو شورائی مجلس فدرال و فدرالیسم و سیستم انتخاباتی که بازیگران سیاسی را به همکاری کردن با حداکثر فشار سیاسی برای کاهش ریسک شکست خوردن در پروژه‌هایشان در برابر مردم تشویق می‌کند، تعریف می‌کنند. همچنین باید به آن تفاوت‌های فرهنگی و زبانی که بازیگران سیاسی را به سمت حصول اطمینان از حداکثر ممکن نمایندگی کردن اقلیت‌ها سوق می‌دهد، اضافه کرد. از تنوع ژنتیکی دولت (سوئیس شامل نژادهای آلمانی، فرانسوی، ایتالیائی و رومانی است) از طریق سیستم انتخاب اعضای دولت فدرال، کاملاً اطمینان حاصل شده، بدین مضمون که اعضای دولت نمی‌توانند تنها از آرای احزاب خودشان برای تصویب یک قانون استفاده کنند پس مجبور به فاصله گرفتن از آن به امید همراه کردن اقلیت‌ها با پروژه‌هایشان در مقابل مخالفت احزاب چپ (با پروژه‌هایشان) هستند. درغیاب یک برنامه سیاسی مشترک واقعی، دستورالعمل‌ها به عنوان یک برنامه سیاسی جایگاه خود را در دوره قانونگذاری پیدا می‌کنند.

### سیستم میلیس یا نوعی سیستم خدمت داوطلبانه
سیاست سوئیس با یک سیستم خدمت داوطلبانه که در یک تاریخ طولانی سنتی قرار دارد، متمایز می‌شود، که این ویژگی نه فقط در زمینه نظامی (ارتش سوئیس که در آن سربازان چند هفته در سال داوطلبانه خدمت می‌کنند و در کل دارای یک سیستم خدمت داوطلبانه می‌باشد) که در زمینه سیاسی هم تجری یافته‌است. به همین دلیل است که ما از پارلمان داوطلب (نمایندگانی که بدون دریافت حقوق نمایندگی می‌کنند) برای نام بردن از مجلس فدرال استفاده می‌کنیم، و همین‌طور عملکرد مشابه آن را در سطح کامون‌های اکثر کانتون‌ها مشاهده می‌کنیم.
این سیستم یک سیستم به خدمت گرفتن داوطلبانه، فرا شغلی و افتخاری در یک مسئولیت یا یک وظیفه عمومی است. بر این اساس اکثر نمایندگان مجلس دارای یک شغل و حرفه شخصی به موازات وظایفشان به عنوان نماینده پارلمان که برای آن حقوقی پیش پینی نشده، می‌باشند. البته یک مبلغ مشخص سالانه بالغ بر صد هزار فرانک (که حدود ۴۰ تا ۵۰ درصد از حقوق سالانه یک کارمند بانک در سوئیس کمتر است) به یک نماینده پارلمان ملی تعلق می‌گیرد که طبیعتاً این نمایندگان به صورت رایگان به سرویس حمل و نقل عمومی دسترسی خواهند داشت.
این سیستم حتی در کنفدراسیون سابق سوئیس هم اجرا می‌شد، و در قانون اساسی جمهوری هلوتیک (نژاد سوئیسی‌ها به هلوتیک‌ها منتسب است) هم درج شده بوده‌است.
در مورد مزایای این سیستم می‌توان گفت: غیبت و نبود طبقه اجتماعی مخصوص سیاستمداران، ارتباط مستقیم با مردم و نمایندگانی که در حرفه‌های مختلف مشغول به کارند و با مردم در ارتباطند، و همین‌طور هزینه‌های بسیار پایین این سیستم نمایندگی که در بر گیرنده تنها دو درصد از هزینه‌های کنفدراسیون می‌باشد، امری که آن را به یکی از ارزانترین پارلمان‌های اتحادیه اروپا تبدیل می‌کند. در باره معایب این سیستم می‌توان به سخت بودن وصل کردن زندگی سیاسی به زندگی شغلی و همین‌طور سختی مضاعف در مورد پرونده‌ها و مسائلی که بیشتر و بیشتر به مباحث تکنیکی و پیچیده تبدیل می‌شوند، اشاره کرد.
همین‌طور باید فقدان علاقه شهروندان به مشارکت در سیاست کامون، در برخی از کامون‌ها را نیز در نظر گرفت.

### مراکز قدرت و تصمیم‌گیری فدرال
قانون اساسی سوئیس سه قدرت بزرگ و اصلی را در سطح فدرال تعریف می‌کند: اسامبله فدرال (یا قدرت قانون‌گذاری یا مجلس فدرال)، کنس إی فدرال (یا قدرت اجرایی یا دولت فدرال) تقیبونو فدقو (یا دادگاه‌های فدرال به عنوان قدرت قضایی).
در تئوری مجلس فدرال از همه ارکان مهم‌تر است: نه فقط به این خاطر که اعضای هفت نفره دولت را انتخاب می‌کند و همین‌طور اعضای دادگاه فدرال را، بلکه به این خاطر که مسئول نظارت بر آن‌ها نیز هست. با این حال منابع محدود مجلس (تشکیل شده از اعضای داوطلب با تعداد محدودی پرسنل) نسبت به دولت فدرال، به دولت فدرال در عمل وزن مهمتری می‌دهد.

### قوه مقننه
قدرت قانون‌گذاری به وسیله مجلس فدرال یا پارلمان اعمال می‌شود، که قدرت اصلی سوئیس است (البته با در نظر گرفتن حقوق مردم و کانتون‌ها). علاوه بر قانون‌گذاری مهم‌ترین مسئولیت مجلس فدرال، مسئولیت انتخاب اعضای هفت نفره دولت فدرال (بدون داشتن امکان منصوب کردن آن‌ها در یکی از دپارتمان‌ها یا وزارتخانه‌های دولتیست)، مسئولیت انتخاب اعضای شانسلیه کنفدراسیون (شانسلیه فدرال ارگانی مرکزیست که کارهای دولت فدرال را هماهنگ و جلسات دولت را برای برگزاری مهیا می‌کند. به رئیس‌جمهور کنفدراسیون جهت انجام امور دولتی یاری می‌رساند و باعث اطمینان از ارتباط دولت با مجلس فدرال می‌شود)، مسئولیت انتخاب اعضای دادگاه فدرال و در صورت جنگ یا بحران‌های حاد، صادرکننده دستوراها عمومی برای ارتش است؛ و همین‌طور مسئولیت کنترل بر قدرت اجرایی و قضائی را نیز بر عهده دارد.
مجلس فدرال از دو بخش یا اتاق تشکیل شده: «شورای ملی» که از نمایندگان مردم شکل گرفته (۲۰۰ نماینده)، و «شورای دولت‌ها» که از نمایندگان کانتون‌ها یا استان‌ها تشکیل شده (۴۶ نماینده)، هر دو شورا دارای اختیارات و صلاحیت‌های مشابهی هستند که سیستم مجلس سوئیس را به صورت دو مجلسی کامل درآورده‌است. هر دو شورا در اکثر مواقع جلساتشان را به صورت جداگانه برگزار می‌کنند و تمام مصوبات نیاز به تصویب هر دو شورا دارد. این دو شورا تنها برای تصمیمات خاص مثل انتخابات جلسات مشترک دارند رویدادی که چهار سال در سال اتفاق می‌افتد. هر شورا باید برای یک سال از میان اعضایش یک رئیس و نایب رئیس اوا و دوم انتخاب کند. بر عکس کشورهای همسایه، نمایندگی در سوئیس به عنوان یک شغل محسوب نمی‌شود و نمایندگان جز یک مقدار معین سالانه حقوقی دریافت نمی‌کنند.
هر شورا تعدادی کمیسیون را تشکیل می‌دهند که هر کدام از این کمیسیون‌ها مسئول موضوعاتی مرتبط با یک یا چندین عنوان هستند. ترکیب گروه‌های پارلمانی (تشکیل شده از نمایندگان یک یا چندین حزب سیاسی، و حداقل پنج نماینده برای تشکیل یک گروه مورد نیاز است) به نسبت تعداد صندلی‌های کسب شده هر حزب سیاسی نمود پیدا می‌کند. تا سال ۱۹۹۱ می‌توانستیم ۲۰۰ کمیسیون را در داخل یک شورا بشماریم. از آن تاریخ دوازده کمیسیون ثابت تشکیل شده که ما پیش‌بینی می‌کنیم نمایندگان حدود ۸۰٪ از وقتشان را در این کمیسیون‌ها صرف می‌کنند. کمیسیون‌ها مسئول اولین بررسی‌ها روی هر پروژه قانون‌گذاری که به شورای مربوطه ارائه خواهد شد، هستند و دارای اهمیت بسیار بالایی هستند زیرا هر کمیسیون در ۹۰٪ موارد نظرات کمیسیون‌های مربوطه را دنبال می‌کند. بر عکس جلسات شوراها که عمومی است، جلسات کمیسیون‌ها به روی عموم باز نیست. در مواردی که تحقیق و تفحص و شفاف‌سازی ضروریست، مجلس فدرال می‌تواند یک کمیسیون تحقیق پارلمانی را تشکیل دهد که اختیار تحقیقات گسترده‌ای را در داخل بقیه ارگان‌های فدرال در اختیار دارد.
به منظور اطمینان از استقلال نمایندگان پارلمان فدرال، چندین گروه از اشخاص نمی‌توانند با آن‌ها هیچ رابطه‌ای را برقرار کنند، از جمله قضات فدرال، فرماندهان ارتش و مدیران اجرائی فدرال. به علاوه دو شورا در ۱۷ فوریه ۲۰۰۶، یک توافق روی «عدم امکان لابی بین نمایندگان فدرال و سایر نمایندگان و مدیران اجرایی» انجام دادند که این گرو ه‌های ممنوعه برای ارتباط را به‌طور مشخص تر و شفاف تر نام برده‌است. تا زمان اجرایی شدن قانون اساسی مصوب سال ۱۹۹۹ افراد مرتبط با کلیسا نیز نمی‌توانستند به عنوان نماینده انتخاب شده یا با نمایندگان ارتباط برقرار (در این مورد هنوز هم نمی‌توانند) کنند.

#### شورای ملی به عنوان یکی از اتاق‌های مجلس فدرال
شورای ملی، مردم را نمایندگی می‌کند. این شورا مرکب از ۲۰۰ نماینده ملی است که بر اساس سیستم رأی دادن به احزاب هر چهار سال انتخاب می‌شوند. هر کانتون یک فرم تقسیمات داخلی برای انتخاب نمایندگان دارد، که هر کدام از کانتون‌ها حداقل باید یک نماینده انتخاب برای شورای ملی انتخاب کند، حتی اگر جمعیتش از میانگین ملی جمعیت برای یک صندلی پارلمان، که در واقع ۳۶۰۰۰ نفر است، کمتر باشد (کانتونی مثل زوریخ دارای ۳۵ نماینده و پنج کانتون دارای تنها یک نماینده بر اساس جمعیتشان هستند).
شورای ملی در طول تاریخ تغییرات اندکی را به خود دیده. در زمان تأسیسش در سال ۱۸۴۸، تعداد صندلی‌های شورای ملی ۱۱۱ بوده که به معنی ۲۰۰۰۰ نفر برای هر صندلی بوده. این عدد تا سال ۱۹۶۲ متناسب با روند جمعیت سوئیس ارزیابی و تغییر می‌کرد، از این تاریخ به بعد تعداد صندلی‌های نمایندگی تثبیت و برای شورای ملی ۲۰۰ نماینده در نظر گرفته شد، و دوره نمایندگی از سه سال در سال ۱۹۳۱ به چهار سال افزایش پیدا کرده و تثبیت شد.
تا سال ۱۹۱۹، اعضای شورای ملی بر اساس سیستم اکثریت انتخاب می‌شدند. در ۱۹۰۰، اولین ابتکار عمومی با درخواست تعریف سیستم تناسبی یا سیستم رأی دادن با احزاب به جای افراد، برای رسیدن به حالت دو اکثریتی (اکثریت مردم و اکثریت کانتون‌ها) تحت رای‌گیری گذاشته شد: این رای‌گیری توسط مردم (۵۹٫۱٪ آرا) و کانتون‌ها به‌طور مشترک رد شد؛ در سال ۱۹۱۰ در دومین رای‌گیری توسط کانتون‌ها پذیرفته شد ولی توسط مردم (با ۵۲٫۵٪ آرا) رد شد. در نهایت در سال ۱۹۱۸، سومین رای‌گیری به‌طور هم‌زمان توسط مردم (با ۶۶٫۸٪ آرا) و کانتون‌ها پذیرفته شد و این سیستم از سال ۱۹۱۹ برای اولین بار در انتخابات فدرال استفاده شد، که باعث از دست رفتن ۴۵ کرسی حزب رادیکال (که تا آن زمان عامل اصلاحات عمده در سوئیس و کاهش و قطع نفوذ کلیسا در ساختار سیاسی سوئیس و دادن آزادی‌های سیاسی و اقتصادی عمده در سطح جامعه و اقتصادی پس از شکست محافظه کاران در آخرین جنگ داخلی سوئیس در سال ۱۸۴۸ و توافق بر سر قانون اساسی جدید و تأسیس سوئیس مدرن شد، بود) از ۱۰۵ کرسی شد که پیشتر در اختیار داشت.

#### شورای ایالت‌ها به عنوان اتاق دیگر مجلس فدرال
شورای دولت‌ها، کانتون‌های سوئیس را در مجلس فدرال نمایندگی می‌کند، این شورا دارای ۴۶ کرسی است که ۶ کرسی آن مربوط به ۶ نیمه کانتون سوئیس است و ۴۰ کرسی دیگر آن نیز بین ۲۰ کانتون ب طور مساوی تسهیم می‌شود، به‌طوری‌که هر کانتون دارای دو نماینده در پارلمان است. مدل تعیین نماینده یک کانتون در مجلس فدرال بستگی به مدل تعریف شده توسط مجلس قانون گذاری هر کانتون دارد. تعداد کرسی‌های این شورا در طول تاریخ به جز یک بار و آن هم در سال ۱۹۷۹ که با تشکیل کانتون ژورا الزاماً دو کرسی به این شورا اضافه شد، تغییر نکرده‌است.
در عمل، تمام کانتون‌ها سیستم انتخاب این نمایندگان به وسیله اکثریت مردم (رای‌دهندگان) را تثبیت کرده‌اند، به جز کانتون ژورا که سیستم تناسبی یا حزبی را برای تعیین این نمایندگان مقرر کرده‌است. استفاده بالا از سیستم اکثریت رأی دهندگان، یک ترکیب نسبتاً سادمان را به همراه دارد، و در کل این شورا با اکثریتی که بین حزب رادیکال و حزب دموکرات مسیحی تقسیم شده، از شورای ملی به مراتب محافظه کار تر است.

#### فرایند قانونگذاری
عامل محرک یک پروژه جدید می‌تواند از بازیگران مختلف سیاسی و اجتماعی شروع شود، معمولاً این دولت فدرال است که یک پروژه قانونی یا لایحه قانونی را به مجلس فدرال پیشنهاد می‌کند. این پروژه همین‌طور می‌تواند از طرق مختلف به مجلس پیشنهاد شود. خود مردم نیز می‌توانند با حق ابتکار فردی پارلمان را به سمت تصویب یک طرح قانونی سوق دهند. در نهایت، کانتون‌ها نیز حقوق ابتکار یک قانون را در اختیار دارند.
به‌طور کلی، مدیریت فدرال مسئول فراهم کردن یک پیش-پروژه برای قانون‌گذاری (یا یک طرح اصلاح قانون اساسی) است، که می‌تواند در مرحله بعد در اختیار مدیران مختلف اجرایی یا کارشناسان خارج از دولت قرار بگیرد. یک کمیسیون از کارشناسان، دربرگیرنده نمایندگان گروه‌های مختلف ذی‌نفع، احزاب سیاسی و نمایندگان قدرت عمومی (نهادهای عمومی) این «پروژهٔ قانون» را که موضوع یک فرایند مشاوره‌ای، سازماندهی شده توسط دولت فدرال، خواهد شد را تثبیت می‌کند. در طول دوران مشاوره از سایر نهادها و کارشناسان، که اجبار و الزام آن توسط قانون اساسی فدرال تضمین شده، احزاب سیاسی، کانتون‌ها و گروه‌های ذی‌نفع یا علاقه‌مند برای گذاشتن نظر و تفسیرشان روی پروژه دعوت خواهند شد. مدیریت فدرال (بدنه کارشناسی و اجرایی دولت فدرال) در مرحله بعد پروژهٔ قانون (لایحه) را برای اینکه به وسیله دولت فدرال در اختیار مجلس فدرال قرار گیرد، پیش‌نویس می‌کند. این پروژه با یک پیام که دربرگیرنده نکات مثبت و مشوق‌هایی برای تصویب آن است، همراه خواهد شد.
در ابتدا رؤسای دو اتاق مجلس به توافق می‌رسند که کدام اتاق مجلس به عنوان بررسی‌کننده اول باشد. در مرحله بعد لایحه به کمیسیون تخصصی همان اتاقی که توسط رؤسای دو اتاق یا دو شورا به عنوان بررسی‌کننده اول انتخاب شده بود، با هدف بررسی و فراهم‌سازی یک توصیه یا پیشنهاد تصمیم‌گیری برای شورا یا اتاق مربوطه ارجاع می‌شود. پس از این مرحله، در شورا یا اتاق مربوطه ابتدا در مورد ورود به موضوع تصمیم‌گیری می‌شود (کلیات لایحه برای تصویب یا عدم تصویب آن مورد بررسی قرار می‌گیرد)، و بعد اگر مورد تصویب قرار گرفت، نمایندگان تک تک مواد قانون را بررسی کرده و در صورت نیاز قبل از رأی دادن به آن، مورد اصلاح قرار می‌دهند. اگر پروژه یا لایحه تصویب شد، به اتاق یا شورای دیگر مجلس فدرال انتقال داده می‌شود؛ که این شورا می‌تواند آن پروژه را قبول یا اصلاح کند، درحالت اصلاح متن قانون، لایحه بین دو اتاق یا دو شورا آنقدر رد و بدل می‌شود که دو اتاق یا دو شورای مجلس بر سر یک متن به توافق برسند (در ۹۰٪ موارد بعد از این که لایحه دو بار بین دو شورا یا اتاق ردو بدل شد، توافق حاصل می‌شود). در صورت عدم توافق برسر لایحه، یک کمیته مشترک از نمایندگان دو اتاق به منظور رسیدن به توافق تشکیل می‌شود. در صورتی که این فرایند نیز به نتیجه نرسد، لایحه رها می‌شود.
اگر دو اتاق یا شورا بر سر تصویب یک لایحه به توافق رسیدند، متن آن به صورت عمومی منتشر می‌شود و مهلت صد روزه برای همه‌پرسی آغاز می‌شود، در صورتی که در این مدت مخالفان نتوانستند به میزان تعیین شده در قانون، موافقت رأی دهندگان را برای برگزاری همه‌پرسی جلب کنند، یا در صورتی که رفراندم علیه آن لایحه در رای‌گیری عمومی شکست خود، این متن به عنوان قانون به اجرا گذاشته می‌شود.

### قدرت اجرائی یا دولت فدرال
قدرت اجرایی در دست دولت فدرال است که هفت عضو تشکیل دهنده آن توسط مجلس فدرال برای یک دوره ۴ ساله قابل تجدید انتخاب یا ابقا می‌شوند (هر هفت نفر در یک روز انتخاب می‌شوند ولی یکی پس از دیگری نه به صورت یک جا). به‌طور سنتی، اعضای دولت مجدداً انتخاب ابقا می‌شوند تا زمانی که خودشان استعفا دهند، مواردی که اعضای دولت دوباره انتخاب نشوند بسیار به ندرت اتفاق می‌افتد (تنها چهار نفر در بین سال‌های ۱۸۴۸ تا ۲۰۰۷ در بین ۱۱۰ عضو دولت در این دوران مجدداً انتخاب نشدند). قانون هیچ فرایندی را برای برکناری اعضای دولت یا انحلال دولت فدرال پیش از پایان دوره اش پیش‌بینی نکرده‌است (تا کنون در تاریخ سوئیس چنین اتفاقی نیفتاده‌است).
هر کدام از اعضای دولت، مسئول یکی از هفت دپارتمان مدیریت فدرال است. اما خود اعضای دولت بر مبنای اصول همکاری مشترک با هم کار می‌کنند. در بیشتر موارد تصمیمات به صورت گروهی اتخاذ می‌شود، در غیر این صورت یک رأی در بین سه عضو مخالف و موافق تکلیف مصوبه را روشن می‌کند، بعد از اتخاذ یک تصمیم تمام اعضای مخالف این تصمیم، با توجه به معیار همکاری کامل بین اعضای دولت موظف به دفاع از آن می‌باشند.
رئیس‌جمهور کنفدراسیون از داخل دولت و به وسیله مجلس فدرال به مدت یکسال انتخاب می‌شود، این یک نقش ساده نمایندگی اعضای دولت است و این پست به صورت سنتی در بین اعضای دولت می‌چرخد.
```
شانسلیه فدرال و دپارتمان‌های هفتگانه دولت، «مدیریت فدرال» را شکل می‌دهند.
```

دپارتمان‌های هفت‌گانه دولت عبارتند از:
- دپارتمان فدرال امور خارجه
- دپارتمان فدرال امور داخلی
- دپارتمان فدرال عدالت و پلیس
- دپارتمان فدرال دفاع، حفاظت از مردم و ورزش
- دپارتمان فدرال بودجه
- دپارتمان فدرال اقتصاد
- دپارتمان فدرال محیط زیست، حمل ونقل، انرژی و ارتباطات

مهمترین قاعده غیررسمی «فرمول جادوئی» می‌باشد که در ۱۷ دسامبر ۱۹۵۹، پذیرفته و و تعریف شده‌است که بر اساس آن تقسیم کرسی‌های دولت فدرال بر مبنای قدرت احزاب در مجلس فدرال می‌باشد. بر این اساس بین سال‌های ۱۹۵۹ و ۲۰۰۳، کرسی‌های دولت فدرال این‌گونه تقسیم شد: دو کرسی برای حزب سوسیال، دو کرسی برای حزب رادیکال، دو کراسی برای حزب دموکرات مسیحی، و یک کرسی برای حزب دموکرات مرکز (کانتون‌های مرکزی سوئیس). در سال ۲۰۰۳ و در پی افزایش کرسی‌های حزب دموکرات مرکز در مجلس فدرال، نماینده حزب دموکرات مسیحی مجدداً انتخاب نشد و یک کرسی خود را در دولت فدرال از دست داد و یک نماینده از حزب دموکرات مرکز جایگزین آن شد، در نتیجه تعداد کرسی‌های این حزب در دولت فدرال از سال ۲۰۰۳ به دو نماینده در دولت فدرال افزایش یافت.

### قدرت قضائی
هر کانتون داری سیستم قضائی و دادگاه‌های استانی (تریبنو کانتونال) مربوط به خود است که در اکثر موارد و در تمام زمینه‌ها می‌توانند تصمیم‌گیری کنند. از سال ۲۰۱۱، قانون دادرسی مدنی و کیفری بر اساس طرحی که جرقه آن از سال ۲۰۰۰ زده شد، در سراسر سوئیس به صورت یکپارچه درآمده‌است. مهم‌ترین استثنائات در مبحث صلاحیت‌ها (صلاحیت‌های قانونی دادگاه فدرال و دادگاه‌های کانتونال) وجود دارد، با در نظر گرفتن این استثنائات، نفوذ قدرت‌های قضائی فدرال تنها بر مسائل و مباحثی است که مدیریت فدرال اداره آن‌ها را بر عهده دارد. با این حال اغلب، امکان شکایت بردن به دادگاه فدرال که بالاترین قدرت قضائی کنفدراسیون سوئیس است وجود دارد. در موارد نادری دولت فدرال یا باز هم در موارد نادرتر، مجلس فدرال می‌توانند پرونده هائی را در دادگاه فدرال باز کنند.
دادگاه فدرال (تریبنال فدرال) که کرسی ثابت آن در لوزان قرار دارد، شامل زیر تقسیمات (زیر مجموعه‌های) متفاوتیست: دیوان تأمین اجتماعی که معمولاً تریبنال فدرال اسورانس یا دادگاه فدرال تأمین اجتماعی نامیده می‌شود که کرسی آن در لوزان است.
دادگاه فدرال و دیوان تأمین اجتماعی به عنوان آخرین نهاد تصمیم گیرنده ملی در مورد درخواستهای قضائی شناخته می‌شود. کنفدراسیون سوئیس هم چنین یک دادگاه صلاحیت دار برای قضاوت کردن در مورد درخواستهای اولیه در رابطه با اتهامات کیفری تأسیس کرده‌است که دادگاه کیفری فدرال نام دارد که کرسی دائم آن در شهر بلینزن واقع است. این دادگاه زیر مجموعه کنفدراسیون سوئیس برای شناخت و و پیگیری کردن قدرت و نفوذ دستورهای سیستم فدرال (دپارتمان فدرال عدالت و پلیس و قضات فدرال) و شناخت شکایت‌های انجام شده علیه تعداد محدودی از تصمیمات کانتون‌ها است. از اول ژانویه۲۰۰۷ دادگاه مدیریت فدرال که کرسی آن در شهر سنت گال است در مکان‌های موقت واقع در کانتون برن وارد سیستم اجرائی شد این دادگاه همانند دادگاه کیفری فدرال به منظور کاهش مسئولیت دادگاه فدرال تأسیس شد این دادگاه اولین ارگان تصمیم گیرنده در مورد شکایت‌ها علیه تصمیمات مدیریت فدرال است که منجر به توقف فعالیت کمیسیون‌های متعدد و متفاوت شکایات شده‌است که در مرحله اول تصمیم‌گیری می‌کرده‌اند.
قاضی‌های فدرال توسط مجلس فدرال و با در نظر گرفتن تفاوت‌های زبانی کشور (قضات باید به زبان‌های آلمانی، فرانسه، ایتالیای مسلط باشند) انتخاب می‌شوند طول مدت مسئولیت و نمایندگی آن‌ها شش سال و قابل تجدید می‌باشد در تئوری تمام شهروندان سوئیس می‌توانند بدون داشتن دیدن دوره‌های آموزشی قضایی قاضی فدرال شوند اما در عمل افرادی به کار گرفته می‌شوند که دارای شناخت قضایی باشند. در نهایت باید اذعان کرد که نمایندگی کردن از قدرت‌های اصلی سیاسی در انتخاب قضات فدرال تأثیر بسزایی دارد.

### حقوق شهروندی

#### کلیات
یک ویژگی دمکراسی سوئیس این است که تمام مردم سوئیس (تمام شهروندان سوئیس که بالغ و دارای قوه تشخیص می‌باشند) می‌توانند بر نمایندگانشان کنترل و نظارت دائمی داشته باشند، همان‌طور که می‌توانند مستقیماً در فرایند تصمیم‌گیری مداخله کنند. در حقیقت سوئیس دارای نوعی دموکراسی است که آن را «دموکراسی نیمه مستقیم» می‌نامیم، به این دلیل که از برخی جهات به دموکراسی پارلمانی (انتخاب نمایندگان پارلمان و…) و از برخی جهات شبیه دموکراسی مستقیم است. بدنه رأی دهندگان دو ابزار در اختیار دارند که به آن‌ها اجازه واکنش و عمل روی یک موضوع یا تصمیم گرفته شده توسط دولت یا مجلس را می‌دهد؛ این دو ابزار چیزی جز دوگانه «همه‌پرسی اختیاری و اجباری» و «ابتکار مردمی» نیستند که حقی است که با آن بخشی از بدنه رأی دهندگان می‌توانند آغازگر یک فرایند قانونی باشند که به آن‌ها اجازه قبول کردن، رد کردن یا بررسی مجدد یک قانون را می‌دهد.
این امکانات بالقوه قانونی که مکرراً می‌توانند مورد استفاده قرار گیرند، سوئیس را تبدیل به کشوری کرده‌اند، که مردم در آن اغلب سالانه به‌طور میانگین بین ۴ یا ۵ بار رأی می‌دهند، و در هر بار رأی‌گیری متوانند راجع به چندین سوژه متفاوت به‌طور یکجا رأی و نظر خود را اعلام کنند. به عنوان مثال در ۱۸ می ۲۰۰۳ مردم سوئیس در مورد ۹ موضوع متفاوت رأی دادند. از سال ۱۸۴۸، مردم سوئیس در مورد ۵۷۳ موضوع فدرال (ابتکار عمومی و همه‌پرسی) رأی داده‌اند.
یک ابزار دیگر به نام ابتکار «قانونی» یا «عمومی»، در سال ۲۰۰۳ به قانون اساسی اضافه شد، که به ۱۰۰۰۰۰ نفر از شهروندان اجازه می‌دهد که از مجلس فدرال تصویب یک قانون در مورد یک موضوع ارائه شده را خواستار شوند. در سال ۲۰۰۸، مجلس فدرال تصمیم به حذف این حق قانون گرفت، چرا که در عمل اجرای آن بسیار پیچیده می‌نمود، این پیشنهاد حذف، در ۲۷ سپتامبر ۲۰۰۹ پس از انجام یک همه‌پرسی اجباری و رأی مردم و کانتون‌ها به حذف این قانون به تصویب رسید.

##### ابتکار عمومی
ابتکار عمومی یا ابتکار فرموله شده (تنظیم شده)، به شهروندان سوئیس اجازه می‌دهد که یک متن را به منظور تبدیل کردن آن به قانون یا به منظور اصلاح قانون اساسی، پیش‌نویس کنند. برای منتهی شدن این متن به قانون، ابتکارکنندگان آن باید صرف ۱۸ ماه از اعلام رسمی این ابتکار قانونی توسط شانسلیه فدرال، ۱۰۰۰۰۰ امضاء (که حدود ۲٫۱٪ بدنه فدرال است) را به منظور قرار دادن این پیش‌نویس به آرای عمومی، جمع کنند. در صورتی که این پیش‌نویس در ظرف ۱۸ ماه توانست نظر و امضاء ۱۰۰۰۰۰ رأی دهنده را به خود جلب کند به رای‌گیری عمومی گذاشته می‌شود و باید «دوبل مژوریته» یا دو اکثریتی را به دست آورد که بدین معنیست که هم باید رأی اکثریت مردم سوئیس را بدست آورد هم رأی اکثریت کانتون‌ها را.
از ۱۶۹ ابداعی که از سال ۱۸۹۱ تا ۲۰۰۹ به رأی گذاشته شده‌است، تنها ۱۶ مورد رأی آورده‌است. این در صد بالای شکست (۹۰ درصد) بیشتر به این دلیل است که بیشتر نیروهای یا احزاب اپوزیسیون از این ابداعات علیه احزاب و تصمیمات نیروها یا احزاب حاکم استفاده می‌کنند در نتیجه به‌طور کلی در رای‌گیری مورد منازعه احزاب حاکم قرار می‌گیرد. احزاب چپ رادیکال از این حق برای فشار بر دولت برای تصویب قوانین سوسیال یا اجتماعی، استفاده می‌کنند و احزاب راست افراطی از آن برای پیشنهاد قوانین ضد مهاجرت و ضد مهاجران استفاده می‌کنند.
در بین آخرین پیشنهادهای به تصویب رسیده این موارد قرار دارد: تعیین مهلت زمانی برای ساخت ن=یک مرکز هسته‌ای جدید در ۲۳ سپتامبر ۱۹۹۰ با ۵۴٫۵٪ آرا؛ پیوستن به اتحادیه اروپا در ۲۳ مارس ۲۰۰۲ با ۵۴٫۶٪ آرا؛ تعیین روز اول اوت به عنوان روز جشن ملی و تعطیل رسمی در ۲۶ سپتامبر ۱۹۹۳ با ۸۳٫۸٪ آرا؛ ممنوعیت تولید پورنوگرافی از کودکان در ۳۰ نوامبر ۲۰۰۸ با ۵۱٫۹٪ آرا.
با این حال نفوذ و تأثیر غیر مستقیم ابداعات قانونی بر فرایندهای قانونگذاری و تصمیم‌گیری بسیار مهم‌تر از نرخ پائین موفقیت آن است. به ویژه که مجلس فدرال می‌تواند تمام یا بخشی از این پیش‌نویس را به صورت بخشی از یک قانون درآورد یا قوانین موجود را با این پیشنهادها تعدیل کند. با اینکه در بین ساهای ۱۹۴۵ تا ۱۹۷۸ تنها یک ابتکار از بین ۳۹ ابتکار رأی آورد ولی تخمین زده می‌شود حدود یک سوم این ابداعات در فرایندهای قانون‌گذاری و متن قانون‌های مصوب به صورت کامل یا ناقص تأثیر گذاشته‌است. این ابداعات همچنین در اصلاح یا تغییر نظر عمومی یا جلب توجه جامه و دولت به یک موضوع خاص نقش به سزایی دارند.
به عنوان مثال پیشنهاد «سوئیس بدون ارتش و سیاست جهانی صلح» با اینکه رأی نیاورد (تنها حدود ۳۳ درصد رأی موافق آورد) ولی هم نشان دهنده حمایت عمومی از این طرح بود و هم نقش محرکی در تصمیم پارلمان برای تجدید ساختار ارتش داشت. یا به همین طریق اگر چه پیشنهادهای احزاب راست افراطی به موفقیت دست نیافته (به جز پیشنهاد ممنوعیت ساخت مناره مسجد در سوئیس) ولی با این حال تأثیری عمیق بر نگاه عمومی جامعه و سیاست‌های مهاجرت دولت گذاشته‌است.

##### همه‌پرسی اجباری
کلیه بازبینی‌ها و تجدید نظرها در مواد قانون اساسی، پیوستن به سازمان‌ها و ارگان‌های بین‌المللی و همین‌طور قوانین اضطراری فدرال که پیش‌بینی می‌شود مدت آن بیش از یک سال باشد و مربوط به قانون اساسی نیز نبوده، باید اجباراً به همه‌پرسی گذاشته شوند و به دو اکثریتی برای تصویب دست یابند (اکثریت مردم سوئیس و اکثریت کانتون‌های سوئیس)
بین سال‌های ۱۸۴۸ تا ۱۹۹۷، ۲۰۱ مورد همه‌پرسی اجباری به رأی گذاشته شده که ۱۴۶ مورد از(۷۲٪) آن‌ها به رأی آورده و پذیرفته شده‌اند.

##### همه‌پرسی اختیاری
در فرصت تجدید نظر در قانون اساسی در سال ۱۸۷۴، همه‌پرسی اختیاری به قانون اساسی اضافه شد، این همه‌پرسی به ۵۰۰۰۰ نفر از شهروندان یا ۸ کانتون (از سال ۱۹۷۴ تا ۲۰۰۹، کانتون‌ها تاکنون تنها یک بار از این حق خود استفاده کرده‌اند) اجازه می‌دهد که درخواست رای‌گیری عمومی در مورد قوانین مصوب مجلس فدرال، بخشی از تصمیمات گرفته شده توسط مدیرت فدرال و بخشی از پیمان‌های بین‌المللی را داشته باشند. امضاء کنندگان درخواست باید بتوانند تا ۱۰۰ روز پس از اعلام رسمی آن تعداد ۵۰۰۰۰ نفر از شهروندان را به امضاء طرح خود مجاب کنند. بر خلاف همه‌پرسی اجباری، برای تصویب همه‌پرسی اختیاری تنها کسب اکثریت آرای شهروندان سوئیس (و نه کانتون‌ها) لازم است.
در بین سال‌های ۱۸۷۴ تا ۱۹۹۷، از ۱۸۸۸ مصوبه مجلس فدرال تنها در مورد ۱۲۹ مصوبه آن درخواست همه‌پرسی اختیاری شده(۷٪) که نزدیک به نیمی از آن(۶۲ مورد) مورد پذیرش واقع شده.

#### سیستم دو اکثریتی
برای تضمین کردن نمایندگی (توجه به خواسته‌ها) کانتون‌های کوچک و برای احتساب تفاوت‌های فرهنگی، زبانی، مذهبی، رای‌گیری در مورد تصمیمات مشخص با اتخاذ سیستم «دوبل مژوریته یا دو اکثریتی» صورت می‌گیرد.
بین کانتون‌های کوچک که تنها چند ده هزار نفر جمعیت دارند و کانتون‌هایی که نزدیک یک میلیون نفر جمعیت دارند، سیستمی که بخواهد اکثریت جمعیتی مردم سوئیس را به تنهائی معیار رای‌گیری در مورد یک قانون بداند نمی‌تواند بازتاب دهنده آراء اقلیت‌ها باشد. به همین دلیل برای پشت سر گذاشتن مشکل نمایندگی اقلیت‌ها در رأی‌گیرهای عمومی (ابتکار عمومی و همه‌پرسی اجباری) هم به آرای عمومی مراجعه می‌شود هم به آرای کانتون‌ها. در این سیستم ۶ کانتونی که به صورت سنتی نیمه کانتون نامیده می‌شوند هر کدام نیم رأی در اختیار دارند و بقیه ۲۰ کانتون دیگر هر کدام یک رأی کامل در اختیار دارند.
این شرایط باعث سخت شدن پیش‌بینی‌ها در زمان رأی‌گیری، به دلیل نظرات متفاوتی که در مناطق مختلف وجود دارد، می‌شود. به عنوان مثال در سال ۱۹۹۴ رای‌گیری در مورد «ایجاد سهولت در کسب تابعیت برای جوانان خارجی» علی‌رغم کسب ۵۲٫۸٪ از آراء، رأی دهندگان کل کشور به این دلیل که نتوانست رأی اکثریت کانتون‌ها را کسب کند (مردم ۱۰ کانتون و ۴ نیم کانتون با این طرح مخالفت کردند، در مقابل ۹ کانتون و ۲ نیم کانتون موافق این طرح)، رد شد. یا بر عکس در سال ۱۹۱۰ یک قانون با اکثریت مخالف ۵۲٫۵٪ جمعیت کل سوئیس رد شد، در حالی که اکثریت کانتون‌ها آن را پذیرفته بودند (مردم ۱۰ کانتون و ۳ نیم کانتون با آن موافقت و مردم ۹ کانتون و ۲ نیم کانتون با آن مخالفت کردند).

#### تفاوت‌های فرهنگی
جمعیت سوئیس صاحب تفاوت‌های فرهنگی، مخصوصاً زبانی (۴ زبان ملی و گویش‌های محلی بسیار) و مذهبی (کانتون‌هایی که به صورت تاریخی کاتولیکند و آن‌هایی که به صورت تاریخی پروتستانند) هست که به عنوان نمونه به تفاوت‌های از قبیل تفاوت در تعطیلات و جشن‌های رسمی در کانتون‌های مختلف منجر می‌شوند. تعدادی از کانتون‌ها دارای بافت روستائی هستند و بقیه دارای بافت بیشتر شهری. در تاریخ سوئیس این تفاوت‌ها گاهی به جدا شدن و تقسیم درونی در یک کانتون گسترش پیدا کرده، به عنوان مثال: جدا شدن بخش روستائی کانتون بازل از بخش شهری آن و تشکیل دو نیم کاتون به نام بازل و بازل لند.
برخی از این تفاوت‌های فرهنگی و مذهبی و فرهنگی در هنگام رای‌گیری خود را نشان می‌دهد، به عنوان مثال در سال ۱۹۹۲ و زمان رای‌گیری در مورد ورد سوئیس به حوزه اقتصادی اروپا ۱۰۰٪ کانتون‌های فرانسوی زبان به آن رأی مثبت دادند ولی از طرف دیگر تمام کانتون‌های آلمانی زمان (به جز کانتون بازل و کانتون بازل لند) به آن رأی منفی دادند. یا کمی بعد تر از آن، اصلاح یکی از مواد قانون کیفری مبنی بر انعطاف بیشتر قانون در مورد آزادی سقط جنین، تفاوت بین کانتون‌های کاتولیک و پروتستان را آشکار کرد. به این ترتیب که این قانون در کانتون أپنزل روود-انتریور (که مردم آن کاتولیکند) تنها ۳۹٫۹٪ رأی آورد در حالی که در کانتون أپنزل روود-اکستریور (که مردم آن پروتستانند) ۶۵٫۱٪ رأی آورد.

#### مشارکت سیاسی زنان و حق رای زنان
شرکت زنان در در حیات سیاسی فدرال به کندی به ثمر رسید. در تاریخ ۱۹۷۱، و پس از شکست‌های متعدد، در نهایت سوئیسی‌ها مشارکت سیاسی زنان را با ۶۵٫۷٪ آرا، پذیرفتند. نتایج به شدت در کانتون‌های مختلف ناموزون و نا هماهنگ بود، به عنوان مثال در کانتون ژنو تنها ۸٫۹٪ مردم با آن مخالفت کردند در حالی که در کانتون اووری مخالفت‌ها با آن به ۶۶٫۹٪ رسید.
دلیل اصلی تأخیر سوئیس در تصویب این قانون نسبت به بقیه کشورهای اروپائی، اهمیت دموکراسی مستقیم در سیستم سیاسی سوئیس است. تصویب این قانون در سطح فدرال و استانی نیازمند دستیابی به «دو اکثریت» ملی و استانی بود.
در سال ۱۹۲۹ یک پتیشن با امضای ۲۵۰۰۰۰ شهروند سعی در تصویب این قانون داشت که ناموفق بود. در سال ۱۹۵۹، اولین رای‌گیری مخفی به رد این درخواست با اکثریتی بالغ بر ۶۶٫۹٪ رأی دهندگان، رد شد. اولین بار کانتون وود و در سال ۱۹۵۹، راه را برای حضور زنان در سیاست کانتونال یا حضور سیاسی داخل کانتونی، باز کرد؛ ولی باید تا سال ۱۹۹۰ صبر کرد تا در نهایت دادگاه فدرال کانتون أپنزل روود- انتریور را موظف به باز کردن راه برای حضور زنان در سطح سیاسی داخل کانتون کند.

### سطح کانتونی
کانتون‌ها، جوامعی هستند که کنفدراسیون سوئیس را شکل می‌دهند، کلمه کانتون در زبان لاتین به «بخشی از یک کشور» معنی می‌شود.
پذیرش سیستم فدرالی توسط سوئیس، کارکرد و وظایف کانتون‌ها و همین‌طور سطح حاکمیت آن‌ها را به طرز عمیقی تغییر داد، از آن به بعد بخشی از اختیارات و صلاحیت کانتون‌ها به کنفدراسیون سوئیس منتقل شد. در همین زمینه، مدیریت پول، دفاع، قانون‌گذاری کیفری و شهری به‌طور رو به افزایشی به منظور یکپارچه کردن ضوابط در داخل کشور و به خصوص به منظور پاسخ دادن یه نیازهای اقتصادی، به سطح فدرال منتقل می‌شود. با این حال برخی از صلاحیت‌ها و وظایف مثل: آموزش، حمل ونقل، فرهنگ یا اختیارات قضایی، بین دو سطح فدرال و کانتونی تقسیم شده‌است.
در سطح مدیریت، هر کانتون دارای قانون اساسی مربوط به خود است، که باید اختیارات و صلاحیت‌های سطح فدرال در آن رعایت شده باشد، همین‌طور کانتون‌ها سیستم قانونگذاری، دولت و پارلمان محلی و دادگاه‌های مربوط به خود را دارند. هر کانتون موظف است که حداقل حقوق ابتکار عمومی، همه‌پرسی اجباری و اختیاری را به رسمیت بشناسد. تعدادی از کانتون‌ها حقوق بسیار بیشتری در قانون اساسی کانتون خود، برای شهروندان در نظر گرفته‌اند.